# Hiperadaptáció
A hiperadaptáció (túláltalánosítás) a dialektusérintkezésből származó nyelvi jelenség. Az egyik nyelvváltozat beszélői megkísérlik átvenni a másik nyelvváltozat jellegzetességeit, de a két változat közötti megfeleléseket túláltalánosítják, ezért az utánzott nyelvváltozatban egyébként meg nem lévő formákat hoznak létre. A túláltalánosítás legismertebb típusa a hiperkorrekció (túlhelyesbítés); más formái a hiperdialektizmus és a hiperurbanizmus.